# Archaeoses polygrapha
Archaeoses polygrapha is een vlinder uit de familie van de Houtboorders (Cossidae). De wetenschappelijke naam van de soort is voor het eerst gepubliceerd in 1893 door Oswald Bertram Lower.
De soort komt voor in Australië.